# إيليا فاسيلييف
إيليا فاسيلييف (الروسية: Васильев, Илья Владимирович) هو لاعب كرة قدم روسي في مركز الوسط، ولد في 24 أبريل 1997 في غوربونكي في روسيا. لعب مع دينامو بريانسك ونادي بلشينا بوبرويسك ونادي توسنو ونادي فيتيبسك.

## وصلات خارجية
- إيليا فاسيلييف على موقع قاعدة بيانات كرة القدم.إي يو (الإنجليزية)
- إيليا فاسيلييف على موقع Soccerway.com (الإنجليزية)